# Escola Secundária José Estêvão
A Escola Secundária José Estêvão é um estabelecimento público de ensino secundário da cidade de Aveiro.
A escola teve origem na transformação em escola secundária do antigo Liceu de Aveiro, que fora criado em 1851 na sequência da reforma educativa de Costa Cabral, promulgada por Decreto de 20 de setembro de 1844.
A Escola Secundária José Estêvão foi requalificada, em janeiro de 2011, pela empresa pública Parque Escolar, E.P.E..